# 国谷純一郎
国谷 純一郎（くにや じゅんいちろう、1918年 - 1986年11月）は、日本の宗教哲学者、明治大学名誉教授。

## 来歴
群馬県生まれ。1944年京都帝国大学文学部哲学科卒、47年同大学院修了、明治大学教養部助教授、教授。

## 著書
- 『人生・立場・論理』三和書房 1954
- 『近代精神の論理学』三和書房 1955
- 『世界観の探究』三和書房 1956
- 『人生観の探求 人間の自由の問題』白桃書房 1962
- 『論理学新講』三和書房 1967
- 『自然思想史』三和書房 1978
- 『人生哲学入門 宗教・文学との出会いから』南雲堂 1983
- 『朝光 歌集』キリスト新聞社 1987

### 共著
- 『信仰・希望・愛』鈴木正久,土居真俊 日本基督教団出版部(女性と生活シリーズ)　1960
- 『生命の火花 秀歌秀句鑑賞』柳田知常共著 日本基督教団出版部(グリーン・ブックス)　1963

### 翻訳
- マルティン・ニーメラー『されど神の言は繋がれたるにあらず ダハウ獄窓説教』新教出版社(基督教論叢)　1950
- トゥルナイゼン『ドストエフスキー』新教出版社 1957
- 『行為と存在 ボンヘッファー選集 第2』新教出版社 1965

## 参考
- 「人生哲学入門」著者紹介